# 八一街道 (萍乡市)
八一街街道，是中华人民共和国江西省萍乡市安源区下辖的一个乡镇级行政单位。

## 行政区划
八一街街道下辖以下地区：
老站社区、永昌寺社区、藕塘边社区、吕家冲社区、包家冲社区和罗家塘社区。